# Typhonium liliifolium
Typhonium liliifolium là một loài thực vật có hoa trong họ Ráy (Araceae). Loài này được F.Muell. ex Schott miêu tả khoa học đầu tiên năm 1860.